# 小彎
小彎（小弯、しょうわん、Lesser curvature）とは、胃の噴門から幽門までの胃の内側に小さく湾曲した部分を言う。